# O Destino
Pour plus de détails, voir Fiche technique et Distribution.
O Destino est un film portugais réalisé par le réalisateur français Georges Pallu, sorti en 1922. Le film a été tourné en partie au Palais de Monserrate.

## Fiche technique
- Titre : O Destino
- Réalisation : Georges Pallu
- Scénario : Georges Pallu et Ernesto de Meneses
- Photographie : Maurice Laumann
- Montage : Madame Meunier et Georges Pallu
- Production : Henrique Alegria et Alfredo Nunes de Matos
- Société de production : Invicta Filmes
- Pays :  Portugal
- Format :  Noir et blanc - Muet
- Genre : Drame
- Date de sortie : 
  -  Portugal : 14 février 1923
  -  France : 1936

## Distribution
- Palmira Bastos : Maria da Silva Oliveira
- Maria Emilia Castelo Branco : Maria Oliveira
- Maria Clementina : Fernanda de Souzel
- Henrique de Albuquerque : D. Francisco Manuel
- Raul de Oliveira : Nuno Souzel
- Antonio Pinheiro : André
- Antonio Sacramento : Luis de Noronha
- Flora Frizzo : la marquise de Souzel
- Francisco Sena
- Henrique de Albuquerque